# Eisensteinovo kritérium
Eisensteinovo kritérium nerozložitelnosti je v matematice, zejména v jejím podoboru algebře, postačující, ale nikoliv nutnou podmínkou pro nerozložitelnost polynomu s celočíselnými koeficienty v racionálních číslech.
Kritérium je pojmenováno po německém matematikovi Gottholdu Eisensteinovi, který jej zveřejnil v časopise Journal für die reine und angewandte Mathematik v roce 1850. Někdy se také nazývá Schönemannovo kritérium nebo Eisensteinovo-Schönemannovo kritérium, protože německý matematik Theodor Schönemann zveřejnil ve stejném časopise jinou formulaci tohoto kritéria už v roce 1846.

## Moderní formulace kritéria

### Celočíselné polynomy
Nechť je {\displaystyle f(x)} mnohočlen stupně {\displaystyle n} s koeficienty z oboru celých čísel, tedy {\displaystyle f(x)=a_{n}x^{n}+\cdots +a_{1}x+a_{0}}, a nechť existuje prvočíslo {\displaystyle p} takové, že dělí všechny koeficienty kromě vedoucího, ten nedělí a jeho čtverec také nedělí konstantní koeficient, tedy:
- {\displaystyle p\mid a_{i}} pro všechna {\displaystyle i<n},
- {\displaystyle p^{2}\nmid a_{0}} a
- {\displaystyle p\nmid a_{n}},

pak je mnohočlen {\displaystyle f(x)} ireducibilní v oboru {\displaystyle \mathbb {Q} [x]}, tedy v oboru polynomů s racionálními koeficienty.
Jiná možná formulace podmínky ohledně dělitelnosti vedoucího koeficientu uvažuje pouze normovaný polynom, tedy s vedoucím koeficientem rovným jedné.

### Zobecnění pro polynomy s racionálními koeficienty
Lze vyslovit i podobu pro mnohočleny, jejichž koeficienty jsou tvořeny zlomky: Nechť je {\displaystyle f(x)={\frac {b_{n}}{c_{n}}}x^{n}+\cdots +{\frac {b_{1}}{c_{1}}}x+{\frac {b_{0}}{c_{0}}}}, kde zlomky jsou v základním tvaru, tedy největší společný dělitel {\displaystyle NSD(b_{i},c_{i})} je roven jedné. Nechť je dále prvočíslo {\displaystyle p} takové, že
- {\displaystyle p} dělí {\displaystyle b_{k}} pro {\displaystyle k\leq n},
- {\displaystyle p} nedělí {\displaystyle b_{n}} a {\displaystyle c_{n}} a
- {\displaystyle p^{2}} nedělí {\displaystyle b_{0}}.

Pak je {\displaystyle f(x)} nad tělesem racionálních čísel ireducibilní.

### Zobecnění pro gaussovské obory
Nechť je {\displaystyle R} Gaussův obor integrity a {\displaystyle f(x)=a_{n}x^{n}+\cdots +a_{1}x+a_{0}} mnohočlen z jeho polynomiálního okruhu {\displaystyle R[x]}. Pak pokud je {\displaystyle f(x)} primitivní a existuje ireducibilní prvek {\displaystyle p\in R} splňující
- {\displaystyle p\mid a_{i}} pro všechna {\displaystyle i<n},
- {\displaystyle p^{2}\nmid a_{0}} a

pak je polynom {\displaystyle f(x)} v {\displaystyle R[x]} ireducibilní.

### Zobecnění pro obory integrity pomocí ideálů
Nechť je {\displaystyle R} obor integrity a {\displaystyle f(x)=a_{n}x^{n}+\cdots +a_{1}x+a_{0}} mnohočlen z jeho polynomiálního okruhu {\displaystyle R[x]}. Pokud existuje v oboru {\displaystyle R} prvoideál {\displaystyle P} takový, že
- {\displaystyle a_{i}\in P} pro všechna {\displaystyle i<n},
- {\displaystyle a_{n}\notin P} a
- {\displaystyle a_{0}\notin P^{2}} ({\displaystyle P^{2}} je součin ideálu {\displaystyle P} s ním samým),

pak nelze zapsat {\displaystyle f(x)} jako součin dvou nekonstantních polynomů v {\displaystyle R[x]}. Je-li navíc {\displaystyle f(x)} primitivním polynomem, tedy nemá-li konstantní dělitele, pak je ireducibilní v {\displaystyle R[x]}. Pokud je {\displaystyle R} Gaussův obor integrity a jeho podílovým tělesem je {\displaystyle T}, pak je v něm ireducibilní bez ohledu na svoji primitivitu (konstanty z {\displaystyle R} jsou v {\displaystyle T} jednotkami).